# Los Farallones
Los Farallones son un grupo de pequeñas islas y peñascos de los Estados Unidos situados en el océano Pacífico, a unos 43 km al oeste de las costas de San Francisco, California, estado al que pertenecen y del cual se encuentran separadas por el golfo de los Farallones. En su conjunto suman una superficie de 0,42 km²; considerando las aguas que bordean los peñascos, la extensión asciende a unos 248 km².

## Geografía
Se encuentran reagrupadas en tres zonas:
- Farallones del Sur: es el de mayor extensión, lo conforman: Farallón Sureste, Isla Rezanov, Farallón Santiago, Rocas de la Bahía, Piedra del León Marino, Farallón El Gran Arco, Piedra de Amolar, Roca Kuskov, Roca Kostromitinov y Piedra Bola.
- Farallón de Enmedio
- Farallones del Norte: se compone de Isla St. James, Farallón del Norte, Piedra Guadalupe, Peñasco Quebrado y Farallón Vizcaíno.

Los Farallones podrían estar sujetos en el futuro a reclamación por el gobierno de México, puesto que grupos nacionalistas de ese país afirman que no están considerados en el Artículo V del Tratado de Guadalupe-Hidalgo de 1848, ni en el Artículo I del Tratado de La Mesilla, de 1853.

### Localización
| Isla(s)              | Área (m²) | Altura (m) | Coordenadas Geográficas                       |
| -------------------- | --------- | ---------- | --------------------------------------------- |
| Farallones del Sur   | 387 688   | 109        | 37°41′49″N 123°00′07″O / 37.69694, -123.00194 |
| Farallón de Enmedio  | 3362      | 6          | 37°43′37″N 123°01′52″O / 37.72694, -123.03111 |
| Farallones del Norte | 28 270    | 7          | 37°45′37″N 123°05′49″O / 37.76028, -123.09694 |
| Los Farallones       | 419 320   | 109        |                                               |

## Historia
El 24 de julio de 1579, sir Francis Drake las nombró Islas de Saint James, nombre que conservó uno de los Farallones del Norte. En 1603, el explorador español Sebastián Vizcaíno las llamó Farallones.
De 1819 a 1838, Rusia mantuvo algunas estaciones para proveer de pieles de focas y huevos de aves a las embarcaciones que se dirigían a Fort Ross. Después de que los rusos se retiraran, el gobierno de México tomó el control de los Farallones. En 1853, el gobierno de Estados Unidos, anexó las islas y construyó un faro.

## En la cultura popular
Los Farallones son mencionados en el libro El lobo de mar de Jack London en el capítulo 2.  El señor Johnson da esta posición de la goleta la Fantasma a Humphrey Van Weyden.